# Butowskaja-Linie
Die Butowskaja-Linie (russisch Бутовская линия), auch „Linie 12“ (ursprünglich „Linie L1“), ist eine 2003 eröffnete Linie der Metro Moskau, die zunächst als sogenannte „Light-Metro“ geplant und gekennzeichnet war. Der erste Abschnitt ging Ende 2003 in Betrieb.

## Stationen
- Bitzewski Park (Битцевский паркⓘ/?), Übergang zur Station Nowojassenewskaja der Linie 6
- Lessoparkowaja (Лесопарковая)
- Uliza Starokatschalowskaja (Улица Старокачаловскаяⓘ/?), Übergang zur Station Bulwar Dmitrija Donskowo der Linie 9
- Uliza Skobelewskaja (Улица Скобелевскаяⓘ/?)
- Bulwar Admirala Uschakowa (Бульвар Адмирала Ушаковаⓘ/?)
- Uliza Gortschakowa (Улица Горчаковаⓘ/?)
- Buninskaja Alleja (Бунинская Аллеяⓘ/?)

Der Abschnitt von Bitzewski Park bis einschließlich Uliza Starokatschalowskaja verläuft unterirdisch, der Rest als Hochbahn.

## Allgemeines
Zunächst explizit als „Light-Metro“ (russisch „лёгкое метро“) geplant, wurde die Linie schließlich technisch völlig kompatibel mit allen sonstigen Linien des Moskauer Metronetzes errichtet. Sie unterscheidet sich von ihnen nur dadurch, dass sie auf ein niedrigeres Fahrgastaufkommen hin angelegt ist. Entsprechend wird sie mit kürzeren Zügen als sonst befahren, die Bahnsteige sind kürzer und schmaler, die Stationen und die Strecken sind – bei der Light-Metro üblich – auf weiten Strecken oberirdisch als Hochbahn angelegt. Speziell die Butowskaja-Linie wurde gebaut, um die in den 1980er Jahren nach Moskau eingemeindete Satellitenstadt Butowo kostengünstiger an das Moskauer Metronetz anzubinden, als dies mit dem Bau oder Verlängerung einer herkömmlichen Metrolinie der Fall gewesen wäre, hier der ebenfalls diskutierten Verlängerung der bestehenden Linie 9 nach Butowo.

## Geschichte
Zunächst wurde am 27. Dezember 2003 der 5,6 km lange Abschnitt von Uliza Starokatschalowskaja nach Buninskaja Alleja mit fünf Stationen in Betrieb genommen. Auf diesem Teilstück ist nur die Station Uliza Starokatschalowskaja, bei der Übergang zur Endstation Bulwar Dmitrija Donskowo der Serpuchowsko-Timirjasewskaja-Linie besteht, unterirdisch ausgeführt. Entsprechend der ursprünglichen Charakterisierung als „Light-Metro“ wurde die Linie als L1 (russisch Л1) gekennzeichnet, ab etwa 2012 jedoch gemäß der Zählung der anderen Moskauer Metrolinien als Linie 12.
Am 27. Februar 2014 wurde die Linie am nördlichen Ende um zwei Stationen bis Bitzewski Park verlängert, wo Anschluss zur Endstation Nowojassenewskaja der Kaluschsko-Rischskaja-Linie besteht. Baubeginn für diesen vollständig unterirdischen Streckenteil war 2011.

## Depot und Fahrzeuge

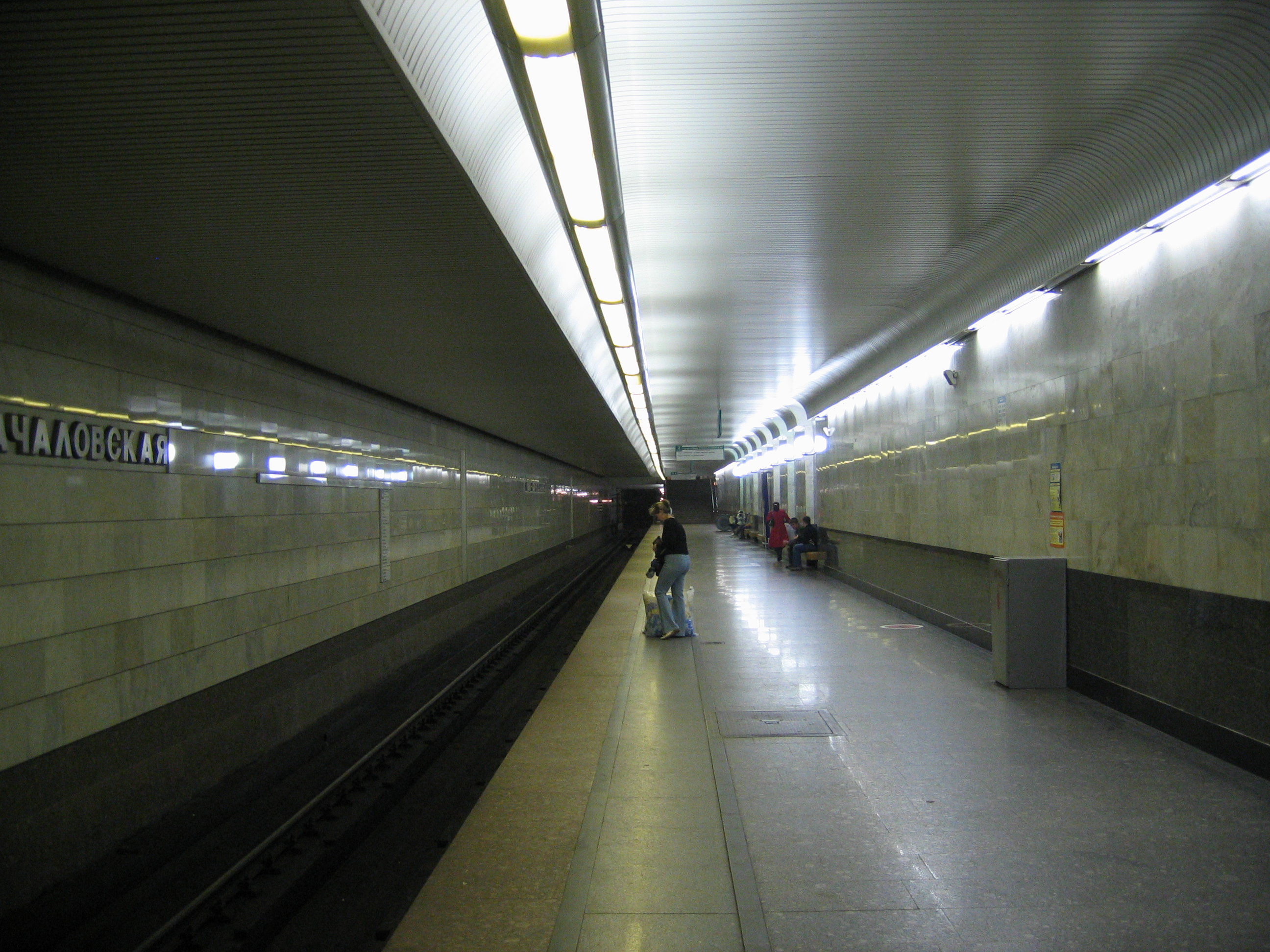
Station Uliza Starokatschalowskaja

Auf der Linie fahren Züge der neuen Baureihe 81-740/741 Russitsch, die vom russischen Hersteller Metrowagonmasch speziell für die Light-Metro entwickelt und zur Eröffnung der Linie neu ausgeliefert wurden, aber mittlerweile auch auf „normalen“ Metrostrecken fahren. Die Fahrzeuge werden im Depot Warschawskoje der Linie 9 gewartet; zukünftig soll die Linie nach ihrer Verlängerung Richtung Süden ein eigenes Depot bekommen.

## Ausbauplanungen
Für die Zeit nach 2020 ist eine Verlängerung in südlicher Richtung mit den drei neuen Stationen Potapowo, Tschetschorski Projesd und Nowokurjanowo sowie auf diesem Abschnitt der Bau eines eigenen Depots für die Linie vorgesehen. Für die fernere Zukunft ist eine weitere Verlängerung in Richtung Schtscherbinka möglich.